# The Electric Joe Satriani - An Anthology

The Electric Joe Satriani - An Anthology est une compilation de Joe Satriani enregistré en 2003. Il regroupe en deux CD 30 morceaux de l'artiste.

## Disque 1
1. Surfing with the Alien – 4:25
2. Satch Boogie – 3:14
3. Always with Me, Always with You – 3:23
4. Crushing Day – 5:15
5. Flying in a Blue Dream – 5:24
6. The Mystical Potato Head Groove Thing – 5:11
7. I Believe – 5:52
8. Big Bad Moon – 5:16
9. Friends – 3:30
10. The Extremist – 3:44
11. Summer Song – 4:59
12. Why – 4:46
13. Time Machine – 5:08
14. Cool #9 – 6:01
15. Down, Down, Down – 6:10

## Disque 2
1. The Crush of Love – 4:21
2. Ceremony – 4:53
3. Crystal Planet – 4:36
4. Raspberry Jam Delta-V – 5:22
5. Love Thing – 3:51
6. Borg Sex – 5:28
7. Until We Say Goodbye – 4:33
8. Devil's Slide – 5:11
9. Clouds Race Across the Sky – 6:14
10. Starry Night – 3:55
11. Mind Storm – 4:12
12. Slick – 3:43
13. The Eight Steps – 5:46
14. Not of This Earth – 3:59
15. Rubina – 5:51

Les quatre premières chansons du disque 1 sont tirées du second album de Joe Satriani, Surfing with the Alien, qui fit découvrir en 1987 le talent du virtuose, après un premier album peu remarqué, Not of This Earth, contenant par ailleurs les deux dernières chansons du disque.